# 外功
外功 是指锻炼筋、骨、皮的功夫，讲究练习手、眼、身、步及肩、肘、腕、胯、膝等使用技巧，从而达到力量整合、身形流暢，在中國武術中，中藥對於外功的練習也起著重要作用，包括了去瘀活血及調理沉痾方面。
外功的目的一是增加自身的抗擊打能力，二是增加進攻的威力。由於武術作為技擊實戰的意義早已基本消失，只有很少數人以實戰為目的在練習外功。
練習方式分為兩種，一種為加強身體素質，有與其他技擊種類相似的地方，有反覆打擊一定硬度的目標或反覆承接硬物擊打，長時間坐馬來控制重心與平衡、拉筋來延展四肢以整合力量或延長力矩，以及負重訓練來增加肌肉強度等方式。
第二種為练习手、眼、身、步及肩、肘、腕、胯、膝等使用技巧，依照各門派別會有擒拿、推手、散手、器械、拳架、腿法等不同的用法。

## 歷史由來
有關內外功的說法沒有正式的紀錄可以考據，有一種說法是明清時期黃宗羲的《王征南墓志铭》出現後，逐漸形成外家拳與內家拳的概念。
外家拳以技巧為先，以力量與速度取勝，注重鍛鍊肌肉強度、腰腿筋骨的延展，在科學的角度用最大化的方式運用力量，因此外家拳特色多為大開大闔。
內家拳並不依靠身體素質，打鬥以"一氣貫串"的方式取勝，注重鍛鍊於呼吸吐納、意念集中。而詠春在寸勁造詣上不依靠距離就能發出爆發力。
因此在外家拳上的用功被稱為外功，在內家拳上做的用功被稱為內功。

## 外功與氣功的結合
有關公開的表演和武警訓練，包括用磚頭猛擊頭部，磚頭破碎而頭部無損傷以顯示自己肉體的強度等。
請參照：硬氣功

## 武俠小說中的外功
外功在武俠小說一般认为是等同武功，對於兵器與招式的熟練與掌握。《笑傲江湖》里的令狐冲完全没有內力，但他以精妙的独孤九剑出奇制胜。